# Karol Demuth
Karol Demuth (* 6. února 1937, Dolná Lehota) je slovenský fotograf.

## Životopis
V roce 1955 dokončil studium na Průmyslové škole elektrotechnické a spojů v Banské Bystrici. Fotografii se věnuje od roku 1965 a jeho hlavním zaměřením jsou motivy krajiny. Od 70. let se účastní přehlídek amatérské fotografie. Získal ceny a uznání. Od roku 1976 spolupracuje s vydavatelstvími kalendářů a s nakadatelstvím Opus Bratislava. Podílel se tak na vydání mnoha publikací, přičemž byl také spoluautorem knihy Nízké Tatry (Martin 1986) a bedekrů Banská Bystrica a okolí.